# Sainte-Jalle
 Sainte-Jalle  es una población y comuna francesa, en la región de Ródano-Alpes, departamento de Drôme, en el distrito de Nyons y cantón de Nyons.

## Demografía
| 283 | 291 | 263 | 251 | 260 | 269 |
| Para los censos de 1962 a 1999 la población legal corresponde a la población sin duplicidades (Fuente: INSEE [Consultar]) |     |     |     |     |     |